# Rivière Garneau
Rivière Garneau är ett vattendrag i Kanada.   Det ligger i provinserna Ontario och Québec i den sydöstra delen av landet, 500 km nordväst om huvudstaden Ottawa.
I omgivningarna runt Rivière Garneau växer i huvudsak blandskog. Trakten runt Rivière Garneau är nära nog obefolkad, med mindre än två invånare per kvadratkilometer.